# Nijolė Sabaitė
Nijolė Sabaitė, coniugata Razienė (Raseiniai, 12 agosto 1950), è un'ex mezzofondista sovietica.

## Biografia
Specializzata nel mezzofondo ha vinto, all'apice della carriera, la medaglia d'argento negli 800 m piani ai Giochi olimpici di Monaco di Baviera 1972.

## Palmarès
| Anno | Manifestazione  | Sede   | Evento      | Risultato | Prestazione | Note |
| ---- | --------------- | ------ | ----------- | --------- | ----------- | ---- |
| 1972 | Giochi olimpici | Monaco | 800 m piani | Argento   | 1'58"65     |      |